# Franz Peter Seifert
Franz Peter Seifert (* 15. August 1915 in Kladrau; † 22. Juni 1994 in Schwabach) war ein deutscher Politiker (SPD).
Seifert ließ sich an der Deutschen Handelsakademie in Pilsen zum Kaufmann ausbilden und hatte danach unterschiedliche Stellen in der Privatwirtschaft inne. Zum 1. November 1938 trat er der NSDAP bei. 1939 stieg er bei der Sparkasse in Mies ein, bei der er zuletzt Hauptkassier war. Nach seiner Teilnahme am Zweiten Weltkrieg fand der Russlandheimkehrer in Bayern eine neue Bleibe. Von 1952 bis 1964 gehörte er dem Schwabacher Stadtrat an. Am 5. Februar 1953 zog er für die SPD als Nachrücker für den verstorbenen Julius Hofer in den Bayerischen Landtag ein. Diesem gehörte er bis 1970 an, stets direkt gewählt im Stimmkreis Schwabach-Stadt und -Land. Im März 1964 wurde er zudem noch Landrat des Landkreises Schwabach.